# Bente Eskesen
Bente Eskesen (født 16. november 1948 i Aarhus) er en dansk skuespiller.
Eskesen er uddannet fra Skuespillerskolen ved Aarhus Teater i 1976 og har siden medvirket i flere film og tv-serier, ligesom hun har lagt stemme til flere tegnefilm.

## Udvalgt filmografi
- Roser og Persille (1993)
- Riget (1994)
- Baby Doom (1998)
- Bertram og Co. (2002)
- Askepop - the movie (2003)

### Tv-serier
- Landsbyen (1991-1996)
- Kaos i opgangen (1997)
- Strisser på Samsø (1997-1998)
- Dybt vand (1999)
- Rejseholdet (2000-2003)
- Anna Pihl (2006-2008)
- Dicte (2013)